# Pagiopalus
Pagiopalus is een geslacht van spinnen uit de  familie van de Philodromidae (renspinnen).

## Soorten
- Pagiopalus apiculus Suman, 1970
- Pagiopalus atomarius Simon, 1900
- Pagiopalus nigriventris Simon, 1900
- Pagiopalus personatus Simon, 1900